# Boris Kočí
Boris Kočí (* 9. října 1964, Příbram) je bývalý český fotbalista, záložník a fotbalový trenér.

## Fotbalová kariéra
Začínal v Příbrami, na vojně byl ve VTJ Tábor. Od roku 1985 hrál ligu za Spartu Praha, druhou ligu za Zbrojovku Brno a Xaverov, dále hrál za Bohemians Praha, FC Slovan Liberec a Příbram. V sezóně 1986–1987 získal se Spartou mistrovský titul.

## Trenérská kariéra
Jako asistent trenéra působil v Plzni, B-týmu Sparty (hlavní trenér) a v Sokolově. Od ledna 2008 se stal asistentem Grigy na Žižkově. Jako asistent působil i v FC Baník Ostrava 2009–2011, jako hlavní trenér FC Graffin Vlašim a jako asistent FK Mladá Boleslav.

### Česká fotbalová reprezentace (2016–)
V srpnu roku 2016 si jej trenér reprezentace Karel Jarolím, společně s Miroslavem Koubkem, vybral jako asistenta trenéra reprezentace.